# Heidt 14

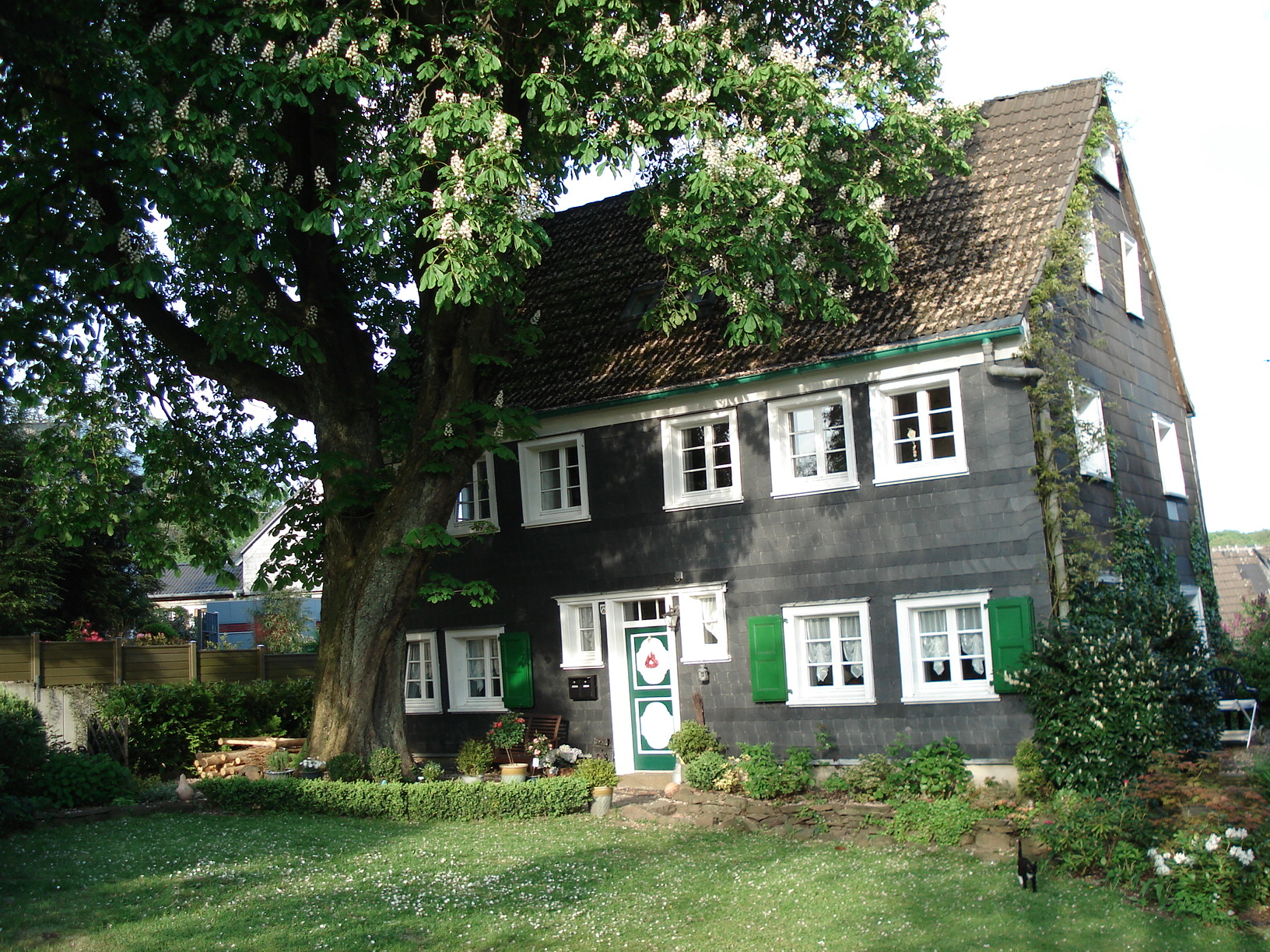
Wohnhaus Heidt 14

Das Wohnhaus Heidt 14 und das unmittelbar benachbarte Spritzenhaus Heidt oder auch „Brandspritze zur Heidt“ sind unter Denkmalschutz stehende Gebäude in der bergischen Großstadt Wuppertal in Nordrhein-Westfalen.

## Lage und Beschreibung
Das Wohngebäude und das Spritzenhaus stehen im Weiler Heidt im Süden Wuppertals nahe der Stadtgrenze zu Remscheid in der Nähe der Ronsdorfer Talsperre. Sie befinden sich südöstlich des Ortszentrums des Stadtteils und – Bezirks Ronsdorf im Wohnquartier Blutfinke zwischen den Bachläufen Heusiepen und Saalbach auf einer Höhe von etwa 285 Metern über Normalnull.
Das Haus „Heidt 14“ ist ein zweigeschossiges, verschiefertes Fachwerkhaus (Schieferhaus) mit bewohnbarem Dachgeschoss, das gemäß Unterlagen der Stadt Wuppertal um 1720 erbaut wurde. Das in Privatbesitz befindliche Wohnhaus besitzt ein mit Dachpfannen gedecktes Satteldach mit weiß gestrichenen Giebel- und Traufbalken. Die Sprossenfenster verfügen durchgängig über weiß lackierte Fensterrahmen und sind im Erdgeschoss der Frontfassade sowie an der Rückfassade mit grünen Schlagläden versehen. Die gleiche Farbkombination weist auch die hausmittig nach Norden hin ausgerichtete Haustür auf.
In unmittelbarer Nähe steht das Spritzenhaus (51° 12′ 56,3″ N, 7° 11′ 6,6″ O), das im Jahre 1867 errichtet wurde. Es ist ein schlichter, fensterloser Bau etwa in Garagengröße und besteht aus unverputztem, braunem Bruchsteinmauerwerk mit grün lackiertem, hölzernen Zugangstor.
Es diente bis in die zweite Hälfte der 1990er Jahre der im Jahre 1922 gegründeten Traditionsfeuerwehr Heidt als Feuerwehrhaus und Unterstellgelegenheit für die Handdruckspritze. Nachdem der damalige Eigentümer des sich in Privatbesitz befindenden Gebäudes eigene Nutzungsansprüche geltend gemacht hatte und es seitdem anderweitig genutzt wird, wurde 1996 von der Freiwilligen Feuerwehr in unmittelbarer Nähe ein neues, schlichtes Holzgebäude für die Ausrüstung errichtet.
Zwischen beiden Gebäuden befand sich eine mächtige Rosskastanie (Aesculus hippocastanum), die als herausragender Einzelbaum (51° 12′ 56,3″ N, 7° 11′ 7,3″ O) unter der laufenden Nummer 9.01 der „Naturdenkmal-Karteinummer“ in die Liste der Naturdenkmale in Wuppertal eingetragen wurde. Im Sommer 2011 wurde im Rahmen der zweimal jährlich durchgeführten Besichtigung durch das Ressort Umweltschutz der Stadt Wuppertal der Befall durch die Rosskastanienminiermotte sowie Pseudomonas festgestellt. Im November 2011 musste der 250–300 Jahre alte Baum dann wegen fortschreitendem Verfall gefällt werden.

## Denkmalschutz
Das Wohnhaus „Heidt 14“ wurde am 13. Juni 1985 in die Denkmalliste der Stadt Wuppertal als Baudenkmal aufgenommen. Der Eintrag des Spritzenhauses erfolgte am 13. Juni 1989. Ebenfalls stehen die Wohngebäude „Heidt 1, 2, 3, 5, und 10“ und die Volksschule Heidt unter Denkmalschutz. Zusammen bilden sie mit der (noch) nicht unter Denkmalschutz stehenden alten Schmiede sowie weiteren Fachwerk- und Schieferhäusern eine das Ortsbild von Heidt charakterisierende Einheit.